# Megalopolis (Stadtlandschaft)
Als Megalopolis (griech. für große Stadt) oder auch Megaregion bezeichnet man eine große Stadtlandschaft, in der mehrere Millionenstädte weitgehend zusammengewachsen sind.
Der Begriff wurde erstmals von Oswald Spengler in seinem 1918 erschienenen einflussreichen Buch Der Untergang des Abendlandes verwendet. Im englischen Sprachraum wurde der Begriff durch den US-amerikanischen Historiker und Soziologen Lewis Mumford eingeführt, und zwar in seinem 1938 erschienenen Buch The Culture of Cities, wo er, wie bei Oswald Spengler, für die erste Stufe nach dem kulturellen Höhepunkt der westlichen Gesellschaften steht, d. h. die Herausbildung einer Megalopolis wird als Anzeichen des beginnenden Niedergangs einer Gesellschaft interpretiert. 
Die Bezeichnung Megalopolis wurde 1957 von dem französischen Geografen Jean Gottmann für die US-amerikanische Ostküsten-Stadtlandschaft benutzt. Dieses nach der nördlichsten (Boston) und südlichsten (Washington) Großstadt des breiten Städtebandes Boswash genannte Gebiet erstreckt sich von Boston in Massachusetts über New York City, Philadelphia und Baltimore bis zur Hauptstadt Washington, D.C. Dort leben mit etwa 40 Millionen Menschen etwa 13 % der US-Bevölkerung auf nur 3 % der Staatsfläche. Das Gebiet ist durch eine Häufung von Großstädten, darunter mehrere Millionenstädte, Industrie- und Gewerbestandorten und Verkehrsanlagen sowie durch intensive gesellschaftlich-wirtschaftliche Verflechtungen gekennzeichnet.
In den USA drangen die Großstädte mit ihren Vorstädten immer weiter ins ländliche Umland vor. Entlang überregionaler Straßen bildeten sich immer mehr solcher Siedlungsbänder, wo Einzelstädte korridorartig zusammengewachsen sind, so zum Beispiel zwischen San Francisco und San Diego oder zwischen Chicago, Detroit, Cleveland und Pittsburgh. Die Bezeichnung Megalopolis wurde auf diese Siedlungsballungen übertragen. Die umgangssprachlichen Bezeichnungen wie Boswash, Sansan und Chipitts sind in den USA für große Städtebänder üblich geworden. Jetzt bezeichnet man auch entsprechende Gebiete in anderen Ländern als Megalopolis, zum Beispiel den Taiheiyō Belt, eine stark verstädterte Region zwischen Tokio und Fukuoka in Japan, oder in Mitteleuropa die Blaue Banane, welche die größte Megalopolis der Welt ist.
Meistens entstehen Megalopolen an bedeutenden Gewässern, wie Flussdeltas oder ganzen Flüssen, oft auf fruchtbarem Boden, welcher schon früh eine hohe Bevölkerungskonzentration ermöglichte, aus dieser sich dann die Stadtbänder entwickeln konnten. Ferner können die Erschließung von Rohstoffvorkommen, die Anlage neuer Infrastrukturen für Verkehr, Transport und Information, der Fall von Zollgrenzen und Handelsbeschränkungen sowie Prozesse der Industrialisierung und Globalisierung die Entstehung einer Megalopole fördern.

## Liste der Megalopolen

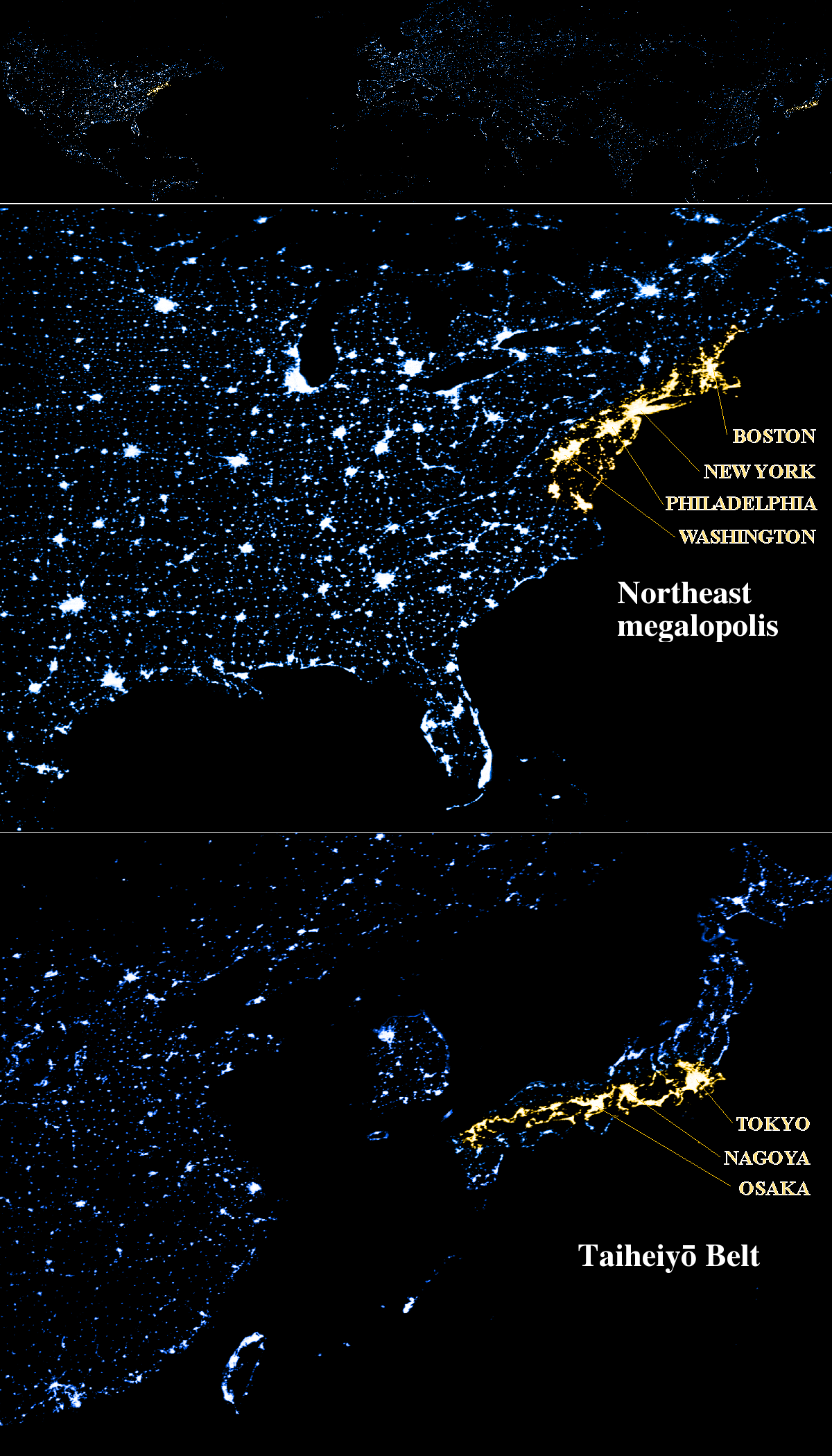
Nachtbild von Boswash und dem Taiheiyō Belt

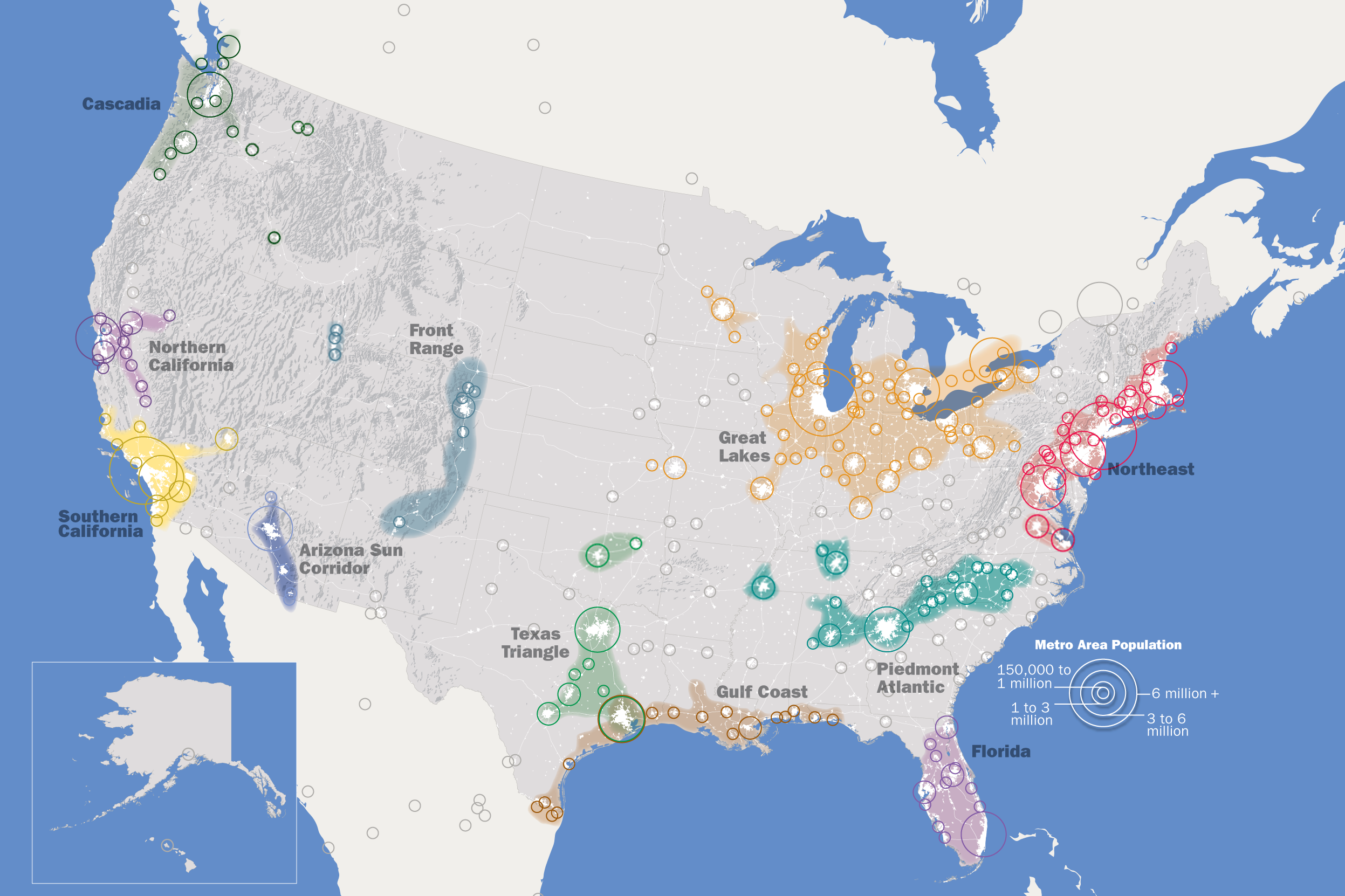
Megalopolen bzw. Megaregionen in den USA

### Asien
- Taiheiyō Belt, Japan (Chiba – Fukuoka)
- Westküste Taiwans, Republik China (Taipeh – Kaohsiung)
- Perlflussdelta, China (Guangzhou, Hongkong und benachbarte Städte)
- Jangtsekiangdelta, China (Shanghai und umliegende Städte)
- Jing-Jin-Ji, China (Peking – Tianjin und die umliegenden Städte der Provinz Hebei)

### Europa
- Blaue Banane (Liverpool – Mailand)
- Goldene Banane (Mittelmeerküsten Spaniens, Frankreichs und Italiens bis zur Po-Ebene)

### Nordamerika
- Boswash, USA (Boston – Washington, D.C.)
- Sansan, USA (San Diego – San Francisco)
- Chipitts, USA (Chicago – Pittsburgh)

## Sich entwickelnde Megalopolen

### Afrika
- Ägyptischer Nillauf und östliche Mittelmeerküste (Assuan-Staudamm bis Adana in der Türkei)
- Südküste Westafrikas (Abidjan – Lagos)

### Asien
- Ostküste Chinas (Hongkong – Peking)
- Gangestal, Indien
- Java, Indonesien

### Südamerika
- São Paulo–Rio de Janeiro, Brasilien